# Fânațe (okręg Kluż)
Fânațe – wieś w Rumunii, w okręgu Kluż, w gminie Ceanu Mare. W 2011 roku liczyła 111 mieszkańców.